# 春木博
春木博(1917年或1918年—1997年9月13日)，日本數學家，專長為函數方程、微分方程。他發現了平面幾何的春木博定理和春木博引理。

## 生平
他畢業於大阪大學。1966年至1986年任教於加拿大滑鐵盧大學。他是該校電腦科學系的創辦人之一。
1997年，心臟病過世。

## 腳註
1. ↑  『現代物故者事典 1997～1999』（日外アソシエーツ、2000年）p.486